# Vloga patronažne medicinske sestre pri zdravstveni negi oseb z motnjo v duševnem zdravju

## Splošno o motnjah v duševnem zdravju
Motnje v duševnem razvoju močno vplivajo na posameznika in njegovo sposobnost samostojnega socialnega življenja. Osebe, ki imajo motnjo v duševnem razvoju imajo pogosto težave z učenjem, razumevanjem navodil, spremlja jih Socialna izključenost . Težave pri izvajanju osnovnih življenjskih aktivnosti pogosto pripeljejo do tega, da se oseba zapre vase. Te težave se namreč stopnjujejo od šole do prve zaposlitve in zato je izrednega pomena, da osebo že na začetku pripravimo na določene ovire.  Vzroki za nastanek duševnih motenj so lahko prirojeni ali pridobljeni. Med prirojene vzroke uvrščamo genetske in Dednost , predčasen porod ter Okužba  matere. Pridobljeni vzroki pa so razne zastrupitve s kemičnimi substancami, obporodne in poporodne okužbe, infekcije ter bolezni, ki jih spremlja Vročina .
Klasifikacija motenj v duševnem razvoju:
1. Osebe z lahko duševno motnjo (IQ 51 - 70 )
2. Osebe z zmerno duševno motnjo ( IQ 36 - 50 )
3. Osebe s težjo duševno motnjo (IQ 21 - 35 )
4. Osebe s težko duševno motnjo ( IQ 0 - 20 )

Osebe, ki imajo lažjo duševno motnjo imajo znižane sposobnosti za Učenje  , zato potrebujejo prilagojene pogoje in s pomočjo le teh se lahko izobrazijo za manj zahtevno poklicno delo ter za samostojno življenje. Pri zmerni duševni motnji so posamezne sposobnosti različno razvite. Te osebe so npr. lahko izredno talentirane za risanje, pri drugih aktivnosti pa se naučijo le osnovne stvari. Razumejo navodila, vendar je potrebno, da je Komunikacija čim bolj enostavna. Zmorejo skrbeti sami zase, vendar pa potrebujejo vodenje skozi vse življenje in so take osebe redko popolnoma neodvisne. Osebe s težjo motnjo se usposobijo za najenostavnejša opravila. Takšne osebe potrebujejo nadzor, varstvo ter pogosto pomoč drugih oseb. Orientirajo se le v ožjem krogu. Zelo pogosto imajo te osebe težave z gibanjem.Pri težki duševni motnji je komunikacija zelo omejena, takšne osebe potrebujejo stalno pomoč in sodelujejo le pri posameznih aktivnostih
Motnje v duševnem razvoju so trajne, kar pomeni, da motnje ne moremo pozdraviti. Zelo je pomembno, da te osebe spodbujamo k učenju ter jim poskušamo dati enostavne nasvete, kako uspešno premagati določene ovire v življenju. Izrednega pomena je terapija za spodbujanje razvoja ter podpora s strani njim pomembnih oseb. Pomembno vlogo imajo tudi medicinske sestre, ki so vključene v obravnavo posameznika.

## Patronažna služba
Patronažna služba je organizirana oblika delovanja patronažne medicinske sestre in je sestavni del primarnega zdravstvenega varstva. Delo patronažne službe je usmerjeno k obravnavi družine in življenjskega okolja. Zagotoviti mora povezavo med institucionalnimi varstvi (šolstvo, zdravstvo, otroško varstvo, socialno skrbstvo). Zaradi političnih in ekonomskih razmer v državi se pojavljajo različne stiske in težave ljudi, zato patronažno varstvo zagotavlja socialni pregled nad populacijo v svoji občini in  je prva, ki lahko zazna socialni problem pri družini ali posamezniku, zato mora biti usposobljena za podajanje osnovnih informacij za reševanje problema ali napotitev v institucije. 

### Področja, kjer patronažne delujejo medicinske sestre
- Zdravstveno socialna obravnava posameznika, družine in skupnosti (preventiva)
- Zdravstvena nega otročnic in novorojenčka na domu (preventiva)

Prvi dve področji predstavljata izvajanje splošnih in specifičnih nalog v domačem okolju pri nosečnicah in otročnicah, novorojenčku, dojenčku, pri malem otroku, kroničnemu bolniku, bolniku z zdravstveno nego na domu in starostniku. Te naloge opravlja diplomirana medicinska sestra.
- Zdravstvena nega bolnika na domu (kurativa)

Patronažna zdravstvena nega pacienta na domu je kurativna dejavnost za katero je potreben delovni nalog izbranega zdravnika. Glede na funkcionalno zdravstveno stanje in vrste negovalne intervencije se v patronažno zdravstveno nego pacienta vključujejo tudi druge stroke v zdravstvu kot so: fizioterapevti, delovni terapevti, stomaterapevti, negovalna služba Centra za pomoč na domu, prostovoljce. Trajanje zdravstvene nege je odvisna od zdravstvenega stanja pacienta.

### Patronažno varstvo deluje na petih nivojih zdravstvene vzgoje
1. Promocija zdravja oziroma skrb za ohranitev in krepitev zdravja
2. Preprečevanja bolezni
3. Odkrivanje obolenj
4. Zdravstvena nega bolnikov, individualnih in onemoglih
5. Rehabilitacija po poškodbah in boleznih

### Cilj patronažnega varstva
- Cilj, da se omogoči čimprejšnjo neodvisnost posameznika in družine pri opravljanju njihovih osnovnih življenjskih aktivnostih.
- Pospeševanje zdravstvenega napredka vsega prebivalstva, preprečevanje bolezni in skrb za poškodovane in bolne.
- Sodobni cilji temeljijo na spremembi odnosa do zdravja (zdrav način življenja, zmerno gibanje, zdrava prehrana. [4]

## Vloga in naloge medicinske sestre pri obravnavi pacienta z motnjo v duševnem zdravju

#### Evolucija oskrbe duševno bolnih in naloge medicinske sestre
Ljudje smo duševne bolezni že od nekdaj slabše razumeli in medicinske sestre so se ravno iz teh razlogov zavzemale predvsem za to, da bi ljudje, ki so se le-s temi spopadali, živeli v varnem, udobnem okolju, ki pa bi bilo predvsem primerno za njihovo zdravljenje. Področje zdravstvene nege pri oskrbi bolnika z duševno motnjo je osredotočeno predvsem na promocijo in ozaveščanje o duševnih motnjah, preko ocenjevanja, diagnosticiranja in izidov zdravljena ljudi z duševnimi motnjami.
Zgodnje začetke zdravstvene nege na področju duševnih motenj, je mogoče zaslediti že iz časa Florence Nightingale. Bila je prva, ki je na paciente začela gledati celostno, in sicer se pri pacientih ni toliko osredotočala na  duševne motnje, ampak njihovo samooskrbo in verjela je, da je predvsem od njihove samostojnosti odvisno, kako se bodo spopadali z boleznijo, kar pa je posledično vplivalo tudi na zmanjšanje tesnobnosti. Specializacija na področju zdravstvene nege duševno bolnega pa se je nekako pričela v času, ko je v ospredje prihajalo humano zdravljenje duševnih bolezni. Takrat smo leta 1882 dobili tudi prvo šolo za medicinske sestre za psihiatrično in duševno zdravje. Trenutno sta priznani dve ravni zdravstvene nege na področju psihiatričnega in duševnega zdravja osnovna in napredna.  Osnovno raven predstavljajo medicinske sestre, ki so pridobile diplomo na področju zdravstvene nege in imajo dovoljenje za opravljanje prakse v svoji državi. Na osnovni ravni so naloge MS vzpostavitev odnosa med terapevtsko medicinsko sestro in pacientom, uporaba negovalnega procesa, empatičen odnos, sodelovanje, dejavnosti promocije in vzdrževanja zdravja, pregled presejanja, ocenjevanje in triaža, vodenje primerov, upravljanje z okolico, izvajanje raznih psiho-bioloških zdravljenj, spremljanje in vrednotenje odziva in učinkov, krizno posredovanje in stabilizacija ter psihiatrična rehabilitacija.
Napredna raven pa zajema MS, ki so svoje izobraževanje nadaljevale na magistrskih in doktorskih študijih in za to področje pridobile tudi ustrezen certifikat. Te pa poleg nalog osnovne ravni izvajajo še razne napotitve, izvajajo primarno psihiatrično-duševno zdravstveno oskrbo, podajo celovito oceno psihiatričnega in duševnega zdravja, izdajajo recepte psiho-farmakoloških sredstev, izvajajo psihoterapijo, kompleksno vodijo primere, izvajajo klinični nadzor, so na razpolago za posvetovanja, itd. 
Medicinska sestra pri opravljanju svojih nalog in vlog zadovoljuje pacientove potrebe in z njim sodeluje pri njegovi rasti in osebnostnem razvoju, kar pa je tudi glavni cilj psihiatrične zdravstvene nege.
V kliničnem okolju se zdravstveno-negovalno osebje velikokrat znajde v stresnih situacijah, še posebej takrat, ko se pacienti zaradi raznih bolezenskih stanj počutijo ogrožene in niso pripravljeni sodelovati z zaposlenimi. To velikokrat pripelje do uporabe raznih strokovnih intervencij in posebnih varovalnih ukrepov, kar pa po drugi strani povzroči veliko konfliktov z etičnimi načeli. 
Najbolj pomembno je predvsem, da se medicinske sestre, ki delujejo na področju zdravstvene nege in oskrbe duševno bolnih, naučijo ustrezne terapevtske komunikacije in da imajo sposobnost empatičnega odnosa s pacienti .

#### Vloga in naloge medicinske sestre
Vloga medicinske sestre se glede na stanje in sposobnosti pacienta stalno spreminja in vedno zahteva različne oblike pomoči kot je spodbuda, podpora in učenje do popolne oskrbe.
Zato da je odnos med medicinsko sestro in pacientom učinkovit  je pomembna povezanost med člani tima, ki za njega skrbijo. Medicinska sestra se mora, pri delu z duševnim pacientom zavedati, da je ona sama največja vloga pri boju z duševno boleznijo, kot tudi njena osebnost, da pozna svoje potrebe, svojo moč in svoje življenjske omejitve.
Medicinske sestre skrbimo, da ustvarimo odnos, ki ustvarja medsebojno zaupanje, sprejemanje in spoštovanje. Z vrednotami, kot so nežen, razumevajoč, ustvarjalen in globok človeški odnos, na preprost način bogatimo življenje in osebam z motnjo v duševnem in telesnem razvoju omogočamo, da so to, kar so.
Napetosti na psihični bazi imajo velik vpliv na vsako medicinsko sestro. Poskušamo jih premagovati z razumevajočimi odnosi v negovalnem timu, s stalnim izobraževanjem, z medsebojnim vzpodbujanjem, z medsebojnim spoštovanjem in z nenehnim razmišljanjem o novih sestavnih delih psihiatrične zdravstvene nege, ki jih je potrebno kar naprej spreminjati, dodajati, tehtati in odmerjati pravo količino, glede na zelo različne potrebe vsakega našega pacienta posebej.
Seveda pa je od vsake patronažne medicinske sestre, odvisno kako se bo spopadla s situacijo v kateri je, ker je stanje vsakega posameznika različno, kar pomeni nujna je velika prilagodljivost na tem področju zdravstva.
Vloge, katere naj bi imela patronažna medicinska sestra govori o štirih komponentah in sicer prva se glasi: (1) podpira družino v času krize; (2) pomaga preprečiti izolacijo duševno bolnega bolnika in njegove družine iz skupnosti (medicinska sestra družino predstavlja skupnost); (3) pomaga pri komunikaciji, saj lokalna zdravstvena agencija zagotavlja povezavo med bolnišnico, pacientom in družino; in (4) odkriva lokalne vire in napoti paciente nanj.
Specifične naloge diplomiranih medicinskih sester pri zdravstveni negi oseb z duševnimi motnjami so:
·        Učenje pacienta in njegovih svojcev pravilnih interakcij, ustrezne komunikacije in medsebojnih odnosov,
·        Dajanje ustreznih informacij in pa predvsem svetovanje pacientu ob njegovih notranjih konfliktih, stiskah in negotovostih,
·        Vodenje vsakodnevnega življenja s poudarkom na spodbujanju pacienta in učenju fizičnih, socialnih ter družbenih aktivnostih,
·        Pomoč in spodbuda pacientu pri zadovoljevanju telesnih potreb in izvajanje medicinsko tehničnih posegov,
·        Zagotavljanje varnosti,
·        Učenje pacienta, da zna izražati svoja čustva in ga pri temu spodbuja,
·        Skrb za terapevtsko vzdušje na bolniških oddelkih in vseh lokacijah, kjer se pacienti z motnjami v duševnem razvoju zdravijo,
·        Vodenje zdravstvene nege in oskrbe na psihiatričnih oddelkih
Medicinska sestra je pri temu samostojna izvajalka ali pa kot sodelavec pri različnih oblikah dela, bodisi individualnih ali skupinskih oblikah dela.
Pri izvajanju nalog je pacientov sogovornik, svetovalec in kadar je potrebno pacientov nadomestni bližnji.
Najbolj pomembno je predvsem, da se medicinske sestre, ki delujejo na področju zdravstvene nege in oskrbe duševno bolnih, naučijo ustrezne terapevtske komunikacije in da imajo sposobnost empatičnega odnosa s pacienti.

#### Vloga medicinske sestre pri obravnavi otroka z motnjo v duševnem razvoju
Habilitacija otrok z motnjo v duševnem zdravju je dolgotrajen proces, kjer je potrebno veliko potrpežljivosti tako s strani medicinske sestre kot otroka in staršev. Medicinska sestra mora poznati pravilen način dela z otrokom. Pri negi moramo izvajati handling oz. rokovanje, kar je način dela, s katerim pri otroku preprečujemo spastičnost in jih sproščeno vodimo iz enega v drug položaj. Ker se otrok sam ne giblje, oz se giblje na nepravilen način, lahko možgani neprave gibe zaznajo kot pravilne, saj drugega načina ne poznajo, kar lahko negativno vpliva tudi na telesni razvoj. S handlingom otroka naučimo pravilnih gibov. Z velikim številom ponovitev se možgani nato navadijo, pravilni gibi se avtomatizirajo in jih otrok začne izvajati sam. 
Zdravstvena nega pri otrocih in mladostnikih s posebnimi potrebami zahteva od medicinske sestre kvalitete kot so veliko strokovnega znanja, ljubezen do ljudi in obzirnost, čustveno zrelost, trdnost in uravnovešenost, dobro telesno zdravje, sposobnost opazovanja, iznajdljivost in prilagodljivost, širok interes.
Pri obravnavi je zelo pomemben individualen pristop. Zaradi duševnih motenj lahko nekateri ne razumejo, zakaj je določen postopek zdravstvene nege potreben in lahko reagirajo zelo negativno, včasih tudi z agresijo. Pomembno je, da ga poskušamo čim bolj pomiriti in mu na njegovem nivoju razumevanja razložiti, kaj in zakaj bomo počeli. Pri izvajanju aktivnosti pa nam je pogosto v veliko pomoč tudi druga oseba, ki otroka zamoti in pomirja.